# Bandiera del Rhode Island
La bandiera del Rhode Island è composta da un'àncora  circondata da 13 stelle di color oro, adottata dallo Stato nel 1897. È l'unica bandiera di uno Stato americano ad essere di forma quadrata.
L'ancora simboleggia la speranza, mentre le tredici stelle sono riferite al fatto che il Rhode Island è stato uno dei tredici stati che per primi hanno formato gli Stati Uniti, e il tredicesimo ad aver ratificato la Costituzione statunitense; in basso è presente una banda azzurra con la scritta HOPE, traducibile con Speranza.